# Єжи Гоффман
Єжи Юліан Го́ффман (пол. Jerzy Julian Hoffman; нар. 15 березня 1932, Краків) — польський кінорежисер і сценарист, почесний громадянин Бидгоща. Найбільш відомий як творець кіно-адаптації трилогії польського прозаїка Генрика Сенкевича а саме: («Пан Володийовський», «Потоп» та «Вогнем і мечем»), зокрема в Україні, пан Го́ффман також відомий як режисер документального фільму «Україна. Становлення нації» де розповідається історія України від Хрещення Русі і до сьогодення.

## Біографія
Народився в сім'ї лікарів єврейського походження. Предки його матері — рабини — прийшли з Іспанії до Польщі у XVI столітті, рятуючись від інквізиції.

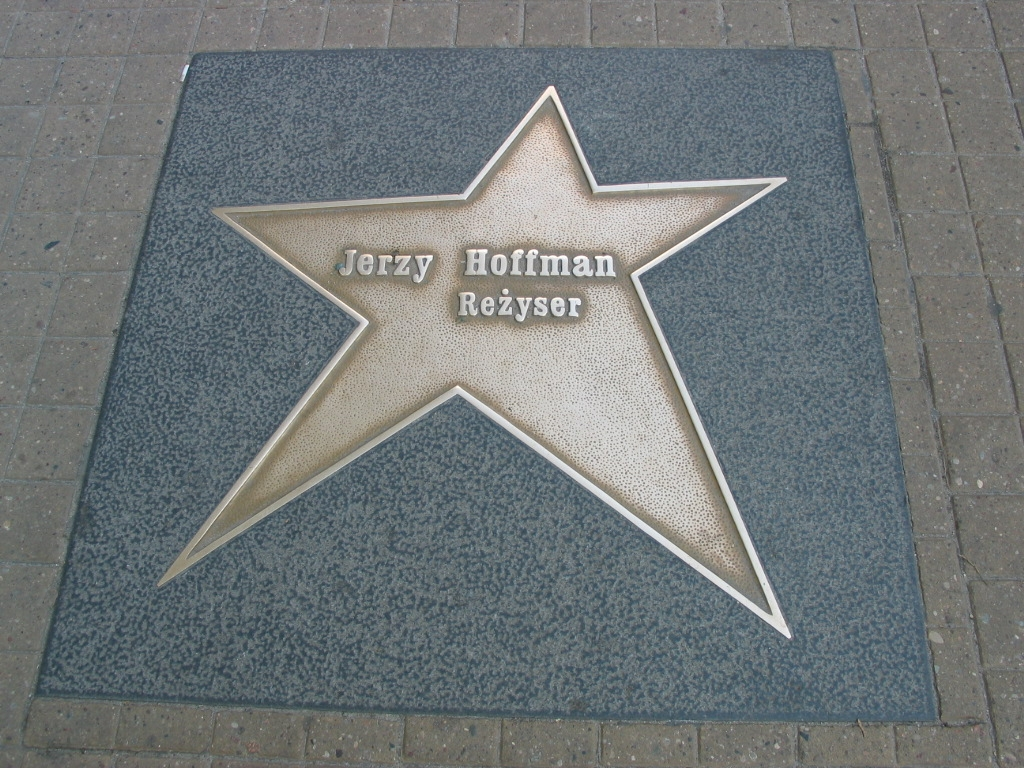
Зірка Єжи Гоффмана на Алеї зірок у Лодзі

Дитинство провів у Горлицях. Також від весни 1938 року проживав у м. Тернопіль.
У віці 8 років (1940) був вивезений разом із родиною до Новосибірської області Росії, де вони жили в таборі «спецпереселенців» і працювали на заготівлі лісу. Там померли дід, бабуся, сестра бабусі та дядько Єжи Гоффмана. Після нападу Німеччини на СРСР і відновлення дипломатичних відносин Москви з польським еміграційним урядом родину Гоффманів було амністовано. 1943 року батько Єжи Гоффмана пішов воювати з німцями, а після закінчення війни надіслав родині виклик до Польщі. У липні 1945 року Єжи вже був у Варшаві.
У другій половині 1940-х років переселився до Бидгоща.
1955 — закінчив режисерський факультет ВДІК (Москва).
1954 — почав знімати документальні фільми.
1962 — почав знімати художні фільми. Найбільше відомий як екранізатор історичних романів Генрика Сенкевича, режисер мелодрам «Знахар» і «Прокажена».
1968 — час зйомок фільму «Пан Володийовський» збігся із загостренням у Польщі юдофобських настроїв, і на Гоффмана чинився відповідний тиск. Уникнути його режисеру вдалося лише погрозою емігрувати на батьківщину дружини, громадянки СРСР.
1980 — став керівником кінематографічної групи «Зодіак».
1983 — обраний до складу Національної ради Товариства польсько-радянської дружби.
1986–1989 — був членом Всепольского Грюнвальдського комітету — організації, яку створила тодішня влада для «пропаганди традицій польської зброї та зміцнення пам'яті про битву під Грюнвальдом».
2008 — створив документальний фільм «Україна. Становлення нації».
2011 — у пресі з'явилися повідомлення про переговори, які нібито велися з Єжи Гоффманом щодо екранізації роману Василя Шкляра «Залишенець. Чорний ворон».
Вересень 2011 — вийшов фільм Єжи Гоффмана «Варшавська битва. 1920». Це перший польський історичний фільм, знятий за технологією 3D, один із найдорожчих в історії польського кіно.
Протягом своєї мистецької праці був удостоєний багатьох світових нагород і відзнак. Має почесний титул «Заслуженого діяча національної культури».

## Сім'я
Перша дружина — вірменка Марлен, однокурсниця по ВДІКу (розлучилися після трьох років спільного життя). За твердженням кінорежисера, їхня дочка, Йона Гоффман, була серед групи винахідників першого персонального комп'ютера.
Друга дружина — колишня киянка Валентина Трахтенберг, дочка оперної співачки й аптекаря, сестра відомого київського токсиколога, академіка Ісака Трахтенберга. На момент знайомства з Гоффманом Валентина була одружена з варшавським інженером, випускником київського вишу. З Гоффманом прожила у шлюбі 33 роки, померла від раку 1999-го, під час зйомок фільму «Вогнем і мечем».

## Україна і Гоффман
Єжи Гоффману притаманні певні стереотипи сприйняття України поляками. Свого часу В. Ющенко звернувся до нього з проханням екранізувати роман Василя Шкляра «Залишенець. Чорний ворон». Гоффман відповів, зокрема: «…книжка мені не сподобалась, м'яко кажучи. Я завжди погано ставився до радянської влади, але ніколи — до російського народу. Шкляр написав відверто націоналістичний ксенофобський твір. Мені це нецікаво». Також вважає, що бійці УПА — "не тільки антипольські, вони антиросійські, вони — антиєврейські! Як там: «Різати москалів, ляхів і жидів».
Під час російської інтервенції в Україну в березні 2014 року Єжи Гоффман разом з іншими відомими діячами польського театру та кіно (Евою Шикульською, Барбарою Брильською, Анджеєм Вайдою, Кшиштофом Зануссі, Войцехом Марчевським, Яцеком Блавутом, Яном Новіцьким) виступив із підтримкою українського народу:
| Дорогі українські друзі, у цю важку хвилину хочемо підтримати вас морально і висловити свою солідарність з вами. Боротьба за гідність, незалежність та мир є найбільшою чеснотою. Жоден з нас не може спокійно спостерігати за тим, що зараз відбувається в Україні. Для кожного з нас останні місяці були часом молитви — молитви за вільну та незалежну Україну. Ми пишаємося вашою витримкою та хочемо ще раз підкреслити — ми з вами! |
У 2018 підтримав звернення Європейської кіноакадемії на захист ув'язненого у Росії українського режисера Олега Сенцова

## Фільмографія

### Режисер
- 2011 — Варшавська битва. 1920
- 2008 — Україна. Становлення нації
- 2003 — Давня легенда. Коли сонце було богом
- 1999 — Вогнем і мечем
- 1992 — Прекрасна незнайомка
- 1984 — Blutiger Schnee (німецький варіант «Згідно з твоїми вироками»)
- 1983 — Згідно з твоїми вироками
- 1982 — Знахар
- 1979 — До останньої крові
- 1976 — Прокажена
- 1974 — Потоп
- 1970 — А наймиліша є Мазовія
- 1970 — Мазовія
- 1969 — Пан Володийовський
- 1967 — Батько
- 1966 — Ярмарок чудес
- 1965 — Три кроки по землі
- 1964 — Закон і п'ястук
- 1964 — Момент пригадувань
- 1963 — Візит у Закопане
- 1962 — Гангстери і філантропи
- 1962 — Зустрілися в Гавані
- 1962 — Патріа о Муерте
- 1961 — Аби квітло життя…
- 1961 — Гавана ’61
- 1960 — Дві прелюдії
- 1960 — Два обличчя Бога
- 1960 — Репортаж просто з пательні
- 1960 — Листівки із Закопаного
- 1959 — Зелена перешкода
- 1959 — Гаудеамус
- 1959 — Типи на сьогодні
- 1958 — Шлях
- 1958 — Ловицька карусель
- 1958 — Пам'ятка з Кальварії
- 1957 — СОПОТ 1957
- 1957 — На дорогах Вірменії
- 1956 — Ясь і Малгося
- 1956 — Дітей звинувачують
- 1955 — Увага, пустуни!
- 1954 — Чи ти є серед них…

### Сценарист
- 2008 — Україна. Становлення нації
- 2003 — Давня легенда. Коли сонце було богом
- 1999 — Вогнем і мечем
- 1992 — Прекрасна незнайомка
- 1983 — Згідно з твоїми вироками
- 1982 — Знахар
- 1974 — Потоп
- 1969 — Пан Володийовський
- 1967 — Батько
- 1965 — Три кроки по землі
- 1963 — Візит у Закопане
- 1962 — Патріа о Муерте
- 1962 — Гангстери і філантропи
- 1960 — Листівки із Закопаного
- 1959 — Типи на сьогодні
- 1959 — Гаудеамус
- 1959 — Шифр «Октан»
- 1958 — Шлях
- 1957 — СОПОТ 1957
- 1956 — Дітей звинувачують
- 1955 — Увага, пустуни!

## Вшанування
На фасаді Палацу кіно в Тернополі 27 серпня 2016 відкрили пам'ятну дошку на його честь.